# Matin Baraki
Matin Baraki (* 6. März 1947 in Schinah bei Kabul, Afghanistan) ist ein deutsch-afghanischer Politologe und Dolmetscher.

## Leben
Nach einer Ausbildung zum Feinmechaniker studierte er in Kabul Pädagogik und arbeitete als Lehrer. Von 1970 bis 1974 war Baraki Technischer Assistent an der Naturwissenschaftlichen Fakultät der Universität Kabul. 1974 ging er in die Bundesrepublik Deutschland und  promovierte 1995 an der Philipps-Universität Marburg. Er nahm danach als Politikwissenschaftler Lehraufträge für Internationale Politik an den Universitäten Marburg, Gießen, Kassel und Münster wahr. Baraki publiziert über den Mittleren Osten sowie Zentralasien in Büchern sowie Zeitschriften und Zeitungen Deutschlands und der Schweiz.
Baraki gehört zu den ständigen Autoren der Monatsschrift RotFuchs und schreibt für Aus Politik und Zeitgeschichte, die linke Tageszeitung junge Welt und die sozialistische Wochenzeitung unsere zeit.

## Veröffentlichungen
- Die Beziehungen zwischen Afghanistan und der Bundesrepublik Deutschland 1945–1978: Dargestellt anhand der wichtigsten entwicklungspolitischen Projekte der Bundesrepublik in Afghanistan, Marburg 1995, ISBN 3-631-48179-9.
- Kampffeld Naher und Mittlerer Osten, Distel-Verlag, 2004, ISBN 3-929348-36-5.
- Deutsche Afghanistanpolitik vom Kaiserreich bis zur Berliner Republik, in: Inamo, Berlin, Jg. 5, 1999, Nr. 17, S. 25–29.
- Die Talibanisierung Afghanistans, in: Blätter für deutsche und internationale Politik, Bonn, Jg. 46, 2001, Heft 11, S. 1342–1352.
- Islamismus und Großmachtpolitik in Afghanistan, in: Aus Politik und Zeitgeschichte: Beilage zur Wochenzeitung „Das Parlament“, Bonn, B 8/2002 vom 22. Februar 2002, S. 32–38.
- Militärische „Konfliktlösung“ statt intelligenter Friedenspolitik: das Beispiel Afghanistan, in: Amy Holmes (Hrsg.): Imperial Djihad?, Hamburg 2002, S. 133–155.
- König Zahirs goldenes Zeitalter, in: Die Zeit, Hamburg, Jg. 57, 2002, Nr. 19 vom 2. Mai 2002, S. 84
- Ein Beispiel für mangelnde Interessentransparenz: die Widersprüchlichkeit der ‚westlichen’ Interessen am Beispiel des Afghanistan-Konfliktes, in: Reiner Albert (Hrsg.): Im Schatten der Politik: Einwirkungen auf das christlich-islamische Gespräch. Altenberge 2002, S. 97–137.
- Zur Stellung der Frau in der patriarchalischen Gesellschaft Afghanistans, in: Interkulturell und global, Freiburg i. Br., Jg. 2002, H. 3/4 [erschienen 2003], S. 127–144.
- Ein Rückblick kann nur nützlich sein: Zehn Thesen für eine nachhaltige Entwicklungspolitik in Afghanistan, in: EPD-Entwicklungspolitik, Frankfurt/M., Jg. 2003, Heft 23/24 (Dezember), S. 60–61.
- Afghanistan nach den Taliban, in: Aus Politik und Zeitgeschichte: Beilage zur Wochenzeitung Das Parlament, Bonn, B 48/2004 vom 22. November 2004, S. 24–30.
- Die US-Strategie für die Regionen Mittlerer Osten und Kaukasus in der unipolaren Weltordnung, in: Österreichisches Studienzentrum für Frieden und Konfliktlösung (Hrsg.): Von kalten Energiestrategien zu heißen Rohstoffkriegen. Wien und Berlin 2008, S. 133–148.
- Ein 18 Punkte-Vorschlag für Afghanistan: konkrete Alternativen zum Krieg, in: Pax Zeit, Berlin, Nr. 4/2011 (Dezember), S. 10–11.
- Enttäuschte Hoffnungen oder doch eine Perspektive für Afghanistan?, in: Henken, Lühr (Hrsg.): Spannungen, Aufrüstung, Krieg – und kein Ende?, Kassel 2017, S. 206–217.
- Baraki, Matin / Edlinger, Fritz (Hrsg.): Krise am Golf, Hintergründe, Analysen, Berichte, Pro Media Verlag, Wien 2020, 245 S.
- Baraki, Matin: Afghanistan – Revolution, Intervention, 40 Jahre Krieg, PapyRossa Verlag Köln 2023, ISBN 978-3-89438-793-8, 286 S.